# Cimitarra
Cimitarra è un comune della Colombia facente parte del dipartimento di Santander.
L'abitato venne fondato nel 1936, a seguito del progetto di costruzione della ferrovia del Carare, mentre l'istituzione del comune è del 1966.